# Ichiyō Higuchi
Ichiyo Higuchi (1872. – 1896.) japanska je spisateljica razdoblja Meiji, pravog imena Natsuko Higuchi. Poznata je po svojim kratkim pričama te se smatra najistaknutijom japanskom spisateljicom. Pisala je kratke priče i pjesme, a poznata je po svojim dnevnicima. Njezin lik nalazi se na novčanici od 5000 jena.

## Život
Natsuko Higuchi rođena je 2. svibnja 1872. godine u Tokiju. Njezin otac, Noriyoshi, stekao je titulu samuraja 1867. godine te se posvetio školovanju svoje djece. Takav odgoj utjecao je razmišljanja i kasnije djela Natsuko.
Natsuko je učila čitati uz očeve omiljene pjesme i kineske klasike, a pohađala je i škole koje su naglasak stavljale na poeziju, kaligrafiju, pisanje, povijest i književnost.
Nakon smrti oca i brata 1898. godine, zbog loše financijske situacije, Higuchi počinje raditi u jednoj školi, ali nezadovoljna radnim uvjetima, odlazi., S majkom i sestrom Kuniko seli se u tokijski okrug Hongō gdje se počinju baviti šivanjem i pranjem rublja da bi preživjele. Ponukana uspjehom bivše školske kolegice, Kahō Miyake, koja je uspjela zaraditi poveći iznos nakon objave svojeg romana, Higuchi se odlučuje pokušati probiti u književnom svijetu da bi pomogla svojoj obitelji.
Zanimanje javnosti dobiva svojim kratkim pričama kojima se prikazuje kao obećavajući novi pisac, a nakon objave priče Dječja igra (たけくらべ, Takekurabe) upoznaje mnoga druga poznata imena tadašnje japanske književne scene. Neka od njih su Ōgai Mori, Rohan Kōda i Ryokuu Saitō.
Prijie smrti objavljuje neke od svojih najpoznatiji priča, kao što su Susreti u mračnoj noći (1894., やみ夜, Yamiyo) i Trinaest noći (1895.,十三夜, Jūsan'ya).
Umire od tuberkuloze s 24 godine 23. studenog 1896. godine. Pogreb je bio jednostavan i skroman, a na njemu su se okupili svi njezini prijatelji i poznanici koje je upoznala i koji su pratili njezinu karijeru tijekom kratkog života.